# Heinrich Weydmann
Emil Heinrich Niklaus Weydmann (Sankt Gallen, 23 februari 1848 - Weissbad, 26 juni 1922) was een Zwitsers advocaat, rechter en politicus uit het kanton Appenzell Innerrhoden.

## Biografie
Heinrich Weydmann werd geboren als zoon van Johann Philipp Weydmann, een koopman afkomstig uit Frankfurt am Main maar genaturaliseerd in 1830. Weydmann studeerde rechten in Bern, Heidelberg, Greifswald en Zürich van 1873 tot 1874.
Na zijn rechtenstudies vestigde hij zich als advocaat in Sankt Gallen. Hij verhuisde echter naar het kanton Appenzell Innerrhoden na zijn huwelijk met Anna Maria Inauen uit Schwende in 1888. In 1894 werd hij, aanvankelijk tegen zijn zin, door de Landsgemeinde verkozen als rechter in de kantonnale rechtbank. Van 1896 tot 1905 was hij de eerste protestantse voorzitter van de rechtbank, alsook de eerste voorzitter die niet van geboorte afkomstig was uit het kanton Appenzell Innerrhoden.
Na zijn periode als rechter sloot hij zich in Appenzell aan bij de lokale liberale partij en ondersteunde hij het blad Anzeiger vom Alpstein.